# Hořický hřbet
Hořický hřbet je geomorfologický okrsek v jihozápadní části Bělohradské pahorkatiny, ležící převážně v okrese Jičín, malou částí též v okresech Trutnov a Hradec Králové. Území se rozkládá mezi sídly Konecchlumí na západě, Šárovcova Lhota na severu, Cerekvice nad Bystřicí na jihovýchodě a Ostroměř na jihozápadě. Centrem okrsku je město Hořice.
Okrsek zahrnuje chráněné území PP Údolí Bystřice.

## Geomorfologické členění
Okrsek Hořický hřbet náleží do celku Jičínská pahorkatina a podcelku Bělohradská pahorkatina. Dále se člení na podokrsky Mlázovický chlum na západě, Hořický chlum uprostřed a Vřešťovský chlum na východě. Hřbet sousedí na severu s Miletínským úvalem, na západě s Turnovskou pahorkatinou a na jihu a východě s Východolabskou tabulí.

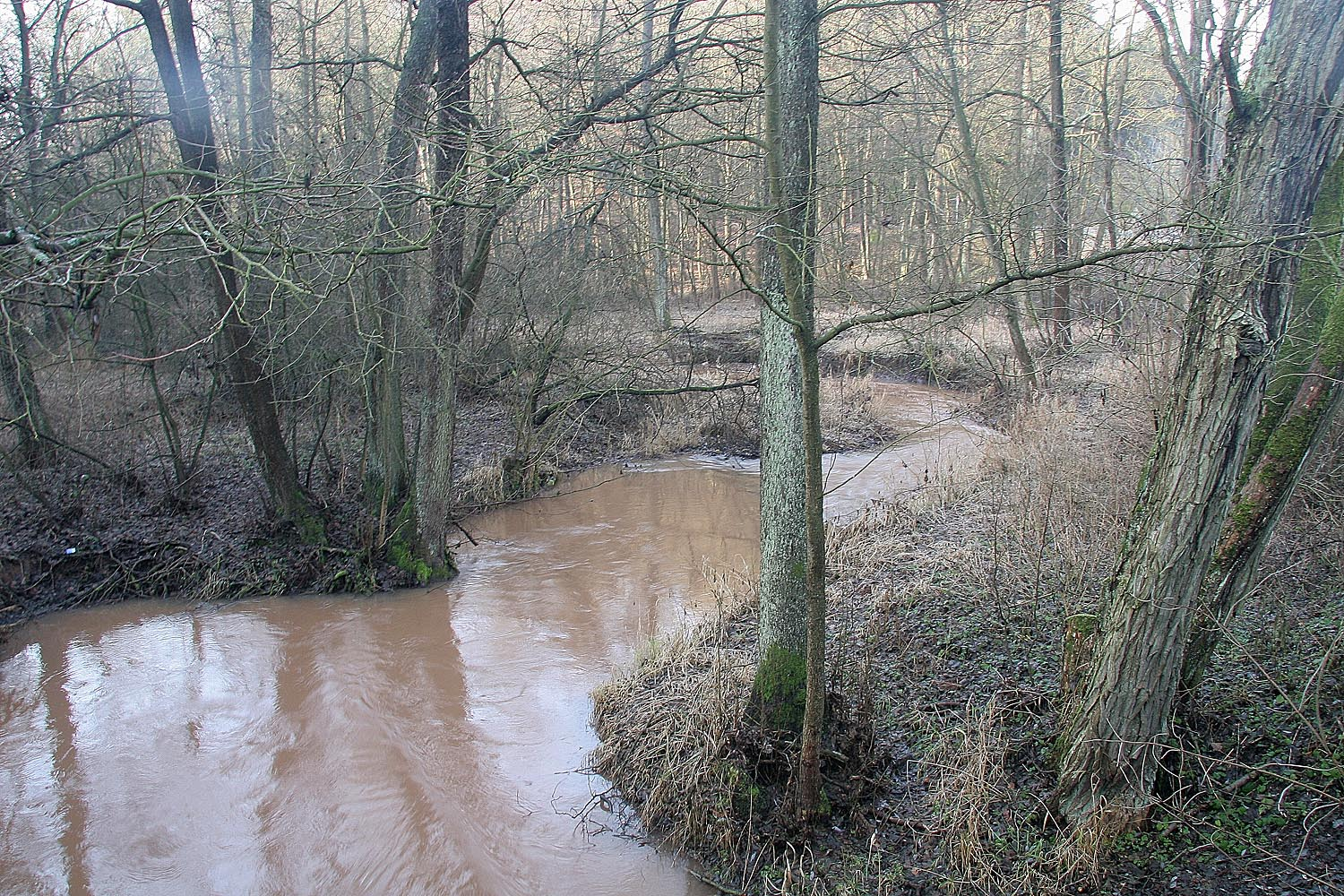
PP Údolí Bystřice nedaleko Hořic

## Významné vrcholy
Nejvyšším vrcholem Hořického hřbetu je Chlum (450 m n. m.).
- Chlum (450 m), Hořický chlum
- Maxinec (450 m), Mlázovický chlum
- Vřešťovský chlum (421 m)
- Gothard (357 m), Hořický chlum